# Ferentino

Ferentino in der Provinz Frosinone

Ferentino ist eine Gemeinde in der Provinz Frosinone in der italienischen Region Latium mit 20.048 Einwohnern (Stand 31. Dezember 2023). Sie liegt 74 km östlich von Rom und 12 km nordwestlich von Frosinone.

## Geographie

### Lage
Ferentino liegt auf einem Hügel über dem Tal des Sacco, zwischen den Monti Ernici im Norden und den Monti Lepini im Süden in der traditionsreichen Landschaft der Valle Latina. Es ist Mitglied der Comunità Montana Monti Ernici.
Zu Ferentino gehören die Ortsteile Cercete, Pareti, Porciano, San Rocco, Sant'Antonio, Stazione, Terme Pompeo, Terravalle, Tofe und Torre Noverana.
Die Nachbargemeinden sind Acuto, Alatri, Anagni, Fiuggi, Frosinone, Fumone, Morolo, Sgurgola, Supino und Trivigliano.

### Verkehr
Mit dem Bahnhof Ferentino–Supino liegt Ferentino an der Bahnstrecke Rom–Neapel. Die nächste Autobahnauffahrt ist Frosinone an der A1 Autostrada del Sole. Beim Ortsteil Monticchio gibt es einen kleinen Flugplatz (Aviosuperficie Alicocco) für die Allgemeine Luftfahrt.

## Geschichte
In der Antike wurde die Stadt seit dem 8. Jahrhundert v. Chr. von den Hernikern besiedelt. 413 v. Chr. gelangte sie in den römischen Machtbereich, wurde nach einem Aufstand 361 v. Chr. von den Römern belagert und erobert und kam mit dem Namen Ferentinum endgültig zum Römischen Reich. 211 v. Chr. wurde die Stadt von Hannibal zerstört. Später wurde sie Municipium; ihre Einwohner gehörten zur Tribus Publilia.
Seit dem 4. Jahrhundert n. Chr. ist Ferentino Bischofssitz (heute Bistum Frosinone-Veroli-Ferentino) und war zeitweise Papstresidenz. 1223 traf Papst Honorius III. hier Kaiser Friedrich II. und rang ihm das Versprechen für einen Kreuzzug ab.
Nach einer kurzen Zeit als freie Stadt im 11. Jahrhundert gehörte Ferentino bis 1870 zum Kirchenstaat. Im Zweiten Weltkrieg war der Ort ein Zentrum der Partisanen. Nach dem Krieg setzte ein Aufschwung durch Industrialisierung ein.

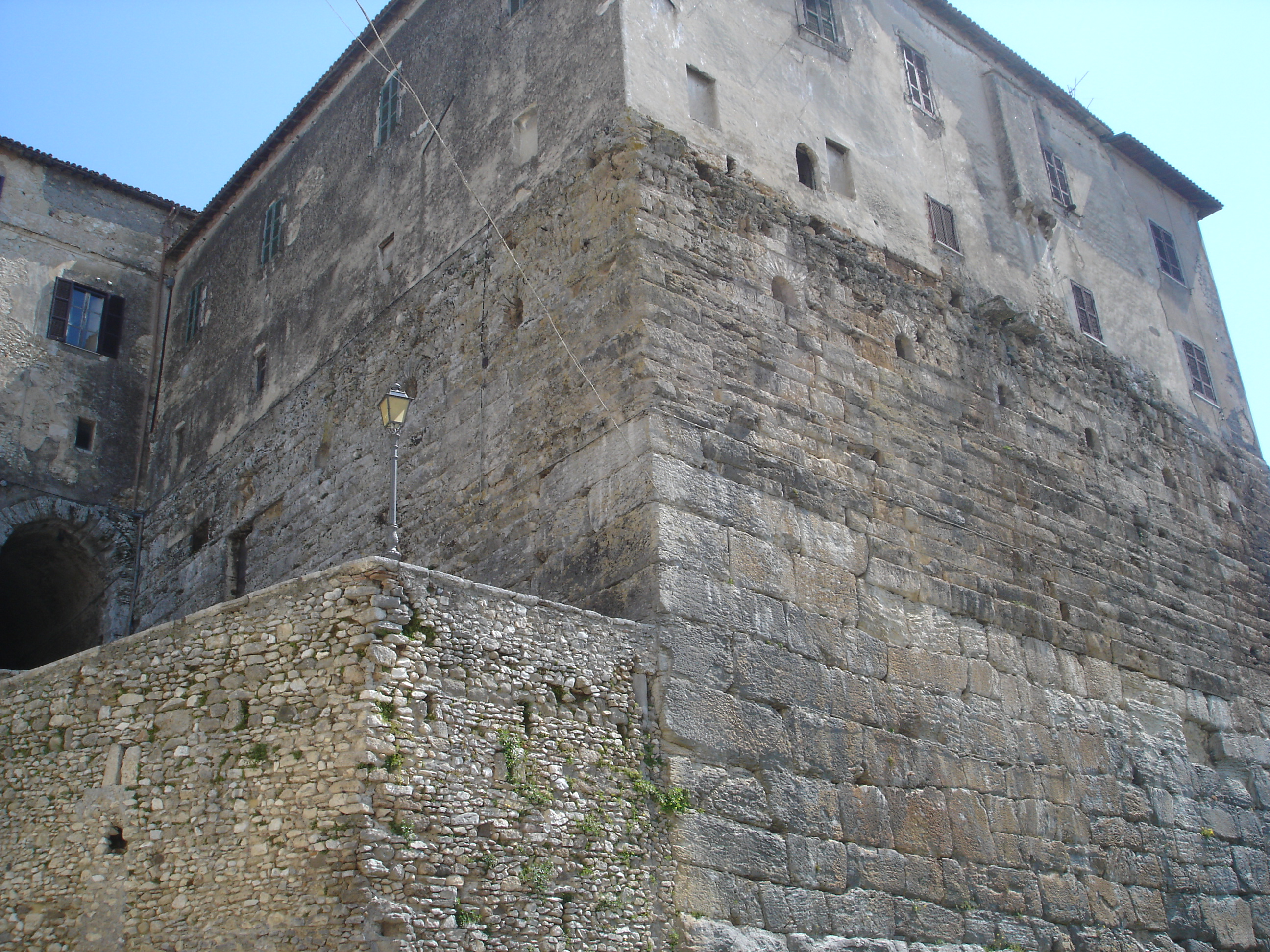
Akropolis

## Bevölkerungsentwicklung
| Jahr      | 1881   | 1901   | 1921   | 1936   | 1951   | 1971   | 1991   | 2001   |
| Einwohner | 10.006 | 12.279 | 16.321 | 15.516 | 16.328 | 16.021 | 19.149 | 20.103 |

Quelle: ISTAT

## Politik

### Gemeinderat und Bürgermeister
Piergianni Fiorletta (PD) war von Mai 2003 bis Mai 2013 Bürgermeister.
Sein Mitte-links-Bündnis stellte auch mit 12 von 20 Sitzen die Mehrheit im Gemeinderat. Als neuer Bürgermeister wurde am 26. Mai 2013 Antonio Pompeo gewählt.

### Partnerstädte

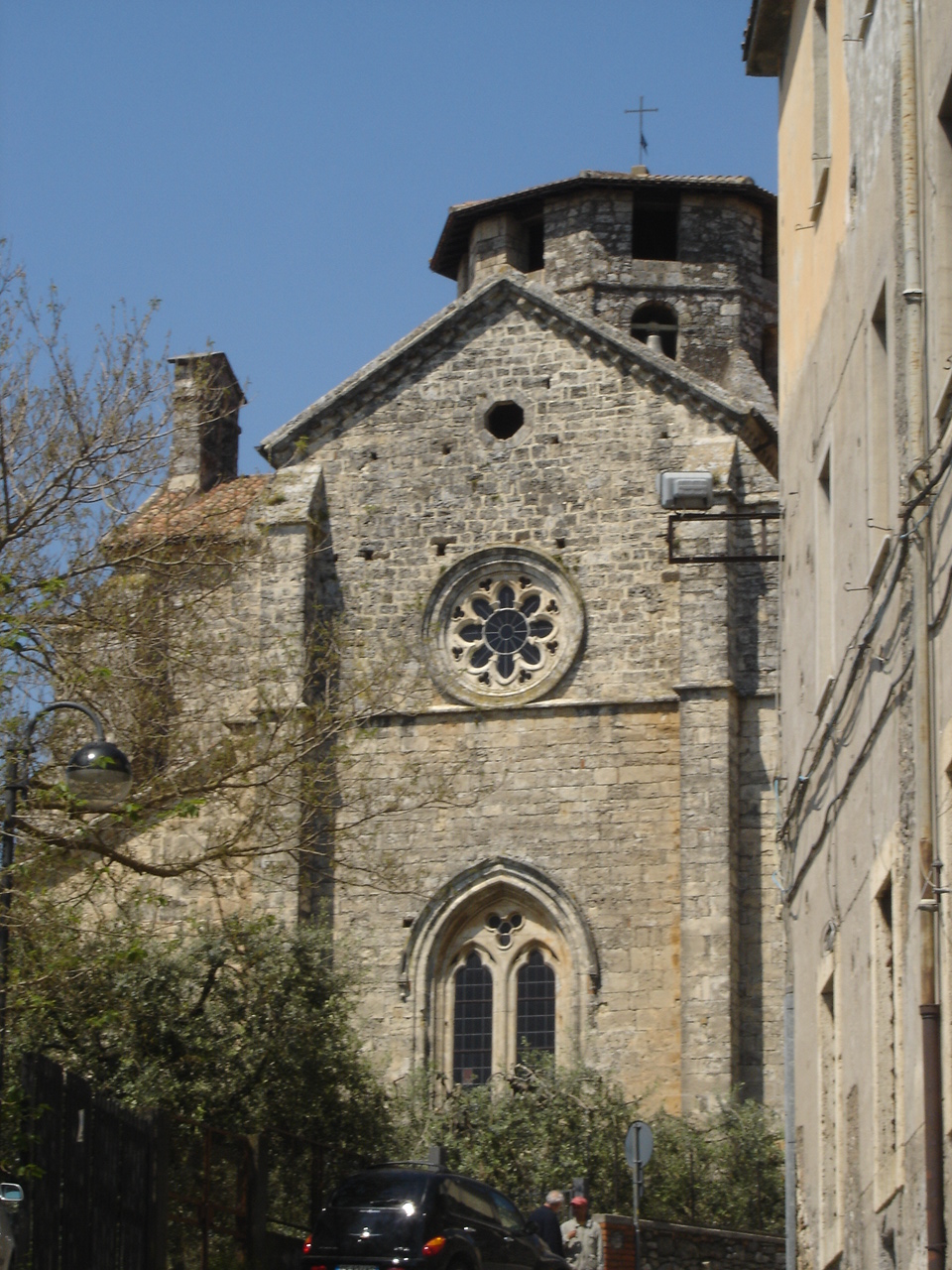
Santa Maria Maggiore

- San Severino Marche
- Jekaterinburg
- Rockford (Illinois)

## Sehenswürdigkeiten

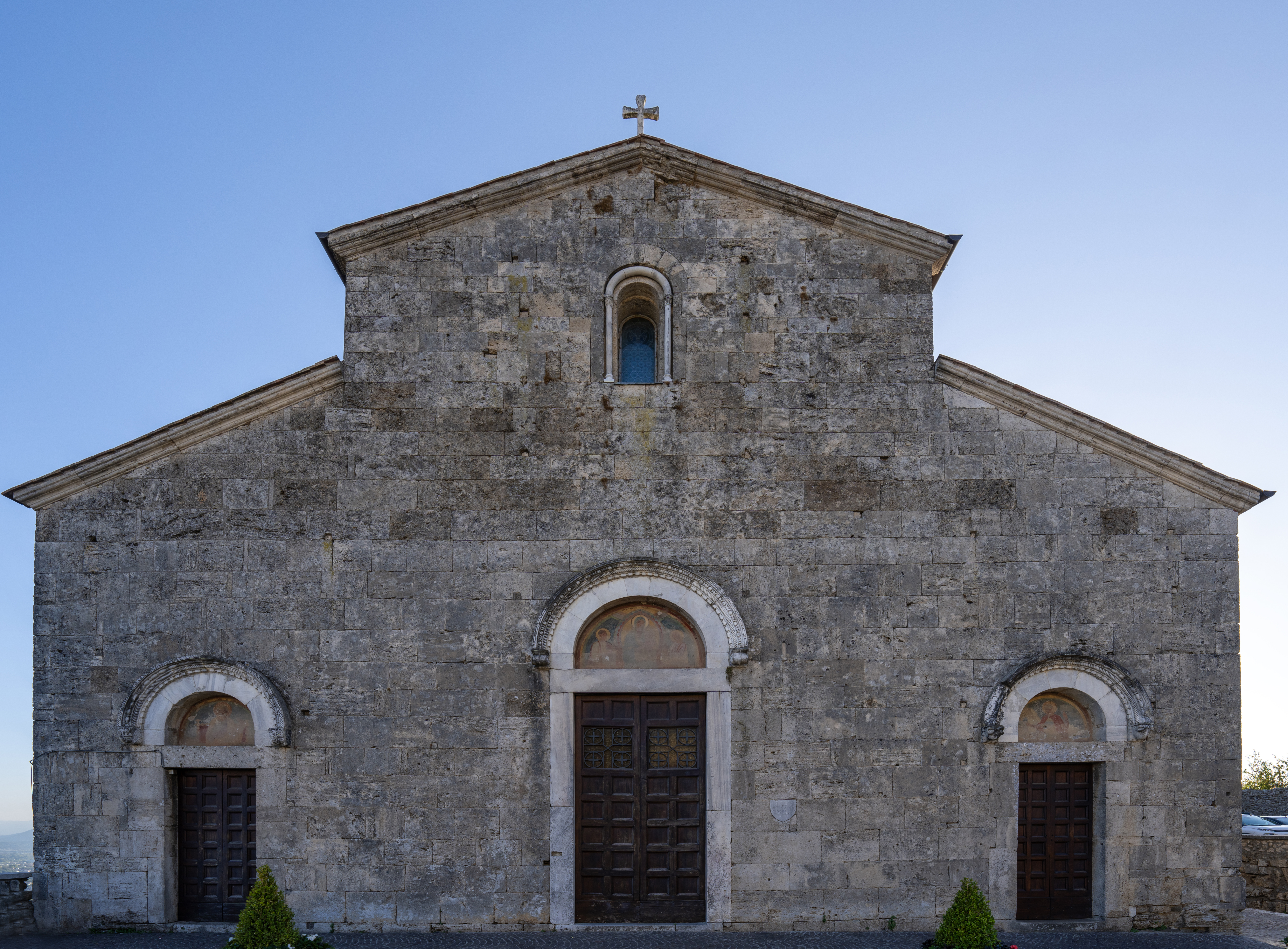
Dom

- Aus der Zeit der Herniker sind große Teile der Stadtmauer, eine genannte Zyklopenmauer mit zwei Toren aus dem 4. Jahrhundert v. Chr. und weitere Tore aus der Römerzeit erhalten.
- Auch der Unterbau der Akropolis stammt aus dem 2. Jahrhundert v. Chr.
- Auf ihr steht der um 1100 erbaute Dom SS. Giovanni e Paolo. Trotz einer Barockisierung im 17. Jahrhundert sind zahlreiche Einzelkunstwerke aus dem Mittelalter erhalten.
- Die Kirche Santa Maria Maggiore ist der älteste Zisterzienserbau Italiens (um 1150).

## Persönlichkeiten

### Söhne und Töchter der Gemeinde
- Guerino Dominique Picchi (1915–1997), römisch-katholischer Ordensgeistlicher, Apostolischer Vikar von Aleppo
- Angelo Palombo (* 1981), Fußballspieler und -trainer